# Festival de Cannes 2000
Le Festival de Cannes 2000, 53e édition, se déroule du 10 au 21 mai 2000. La maîtresse de cérémonie est l'actrice française Virginie Ledoyen.

## Jurys

### Compétition
- Luc Besson, réalisateur, scénariste et producteur, président du jury -  France
- Aitana Sánchez-Gijón, actrice -  Espagne
- Arundhati Roy, écrivain -  Inde
- Barbara Sukowa, actrice -  Allemagne
- Jeremy Irons, acteur -  Royaume-Uni
- Jonathan Demme, réalisateur -  États-Unis
- Kristin Scott Thomas, actrice -  Royaume-Uni- France
- Mario Martone, réalisateur -  Italie
- Nicole Garcia, actrice et réalisatrice -  France
- Patrick Modiano, écrivain -  France

### Caméra d'or
- Otar Iosseliani, réalisateur et scénariste (Géorgie), président du jury
- Sólveig Anspach, réalisatrice et scénariste (France)
- Yórgos Arvanítis, directeur de la photographie (Grèce)
- Fabienne Bradfer, critique (France)
- Martial Knaebel, critique et ancien directeur artistique du Festival de Fribourg (Allemagne)
- Éric Moulin, représentant des industries techniques (France)
- Céline Panzolini, cinéphile (France)
- Caroline Vié-Toussaint, journaliste (France)

### Cinéfondation et courts métrages
- Jean-Pierre et Luc Dardenne, réalisateurs, producteurs et scénaristes (Belgique), présidents du jury
- Francesca Comencini, réalisatrice et scénariste (Italie)
- Claire Denis, réalisatrice et scénariste (France)
- Abderrahmane Sissako, réalisateur et scénariste (Mauritanie)
- Mira Sorvino, actrice (États-Unis)

## Sélections

### Sélection officielle

#### Compétition
La sélection officielle en compétition se compose de 23 films :
| Titre                                          | Réalisation        | Pays                     | Distribution                                                                                 |
| ---------------------------------------------- | ------------------ | ------------------------ | -------------------------------------------------------------------------------------------- |
| Bread and Roses                                | Ken Loach          | Royaume-Uni              | Pilar Padilla, Adrien Brody, Elpidia Carrillo, George Lopez                                  |
| Le Chant de la fidèle Chunhyang                | Im Kwon-taek       | Corée du Sud             | Yi Hyo-jeong, Cho Seung-woo, Kim Sung-nyu                                                    |
| Code inconnu                                   | Michael Haneke     | France Autriche Roumanie | Juliette Binoche, Thierry Neuvic, Alexandre Hamidi                                           |
| Dancer in the Dark                             | Lars von Trier     | Danemark                 | Björk, Catherine Deneuve, David Morse, Peter Stormare                                        |
| Esther Kahn                                    | Arnaud Desplechin  | France                   | Summer Phoenix, Ian Holm, Fabrice Desplechin                                                 |
| Estorvo                                        | Ruy Guerra         | Brésil                   | Jorge Perugorría, Bianca Byington                                                            |
| Eureka                                         | Shinji Aoyama      | Japon                    | Kôji Yakusho, Aoi Miyazaki, Masaru Miyazaki                                                  |
| Fast Food, Fast Women                          | Amos Kollek        | États-Unis               | Anna Thomson, Jamie Harris, Louise Lasser, Richard Modica                                    |
| Tabou                                          | Nagisa Ōshima      | Japon                    | Takeshi Kitano, Ryūhei Matsuda, Shinji Tageda                                                |
| Les Démons à ma porte (Devils on the Doorstep) | Jiang Wen          | Chine                    | Jiang Wen, Jiang Hongbo, Kagawa Teruyuki,                                                    |
| Harry, un ami qui vous veut du bien            | Dominik Moll       | France                   | Laurent Lucas, Sergi López, Mathilde Seigner, Sophie Guillemin                               |
| In the Mood for Love                           | Wong Kar-wai       | Chine                    | Tony Leung Chiu-wai, Maggie Cheung, Siu Ping-lam (ja)                                        |
| Kippour                                        | Amos Gitaï         | Israël                   | Liron Levo, Tomer Russo, Uri Klauzner                                                        |
| La Noce                                        | Pavel Lounguine    | Russie                   | Marat Bacharov, Maria Mironova                                                               |
| Les Destinées sentimentales                    | Olivier Assayas    | France                   | Charles Berling, Emmanuelle Béart, Isabelle Huppert, Olivier Perrier                         |
| Nurse Betty                                    | Neil LaBute        | États-Unis               | Morgan Freeman, Renée Zellweger, Chris Rock, Greg Kinnear, Aaron Eckhart                     |
| O'Brother                                      | Joel et Ethan Coen | États-Unis               | George Clooney, John Turturro, Tim Blake Nelson, John Goodman, Charles Durning, Holly Hunter |
| Chansons du deuxième étage                     | Roy Andersson      | Suède                    | Lars Nordh, Stefan Larsson                                                                   |
| Le Tableau noir                                | Samira Makhmalbaf  | Iran                     | Said Mohamadi, Behnaz Jafari, Bahman Ghobadi                                                 |
| La Coupe d'or                                  | James Ivory        | Royaume-Uni              | Kate Beckinsale, Jeremy Northam, Uma Thurman, Nick Nolte                                     |
| The Yards                                      | James Gray         | États-Unis               | Mark Wahlberg, Joaquin Phoenix, Charlize Theron, James Caan                                  |
| Infidèle                                       | Liv Ullmann        | Suède                    | Lena Endre, Erland Josephson, Krister Henriksson                                             |
| Yi Yi                                          | Edward Yang        | Taïwan                   | Wu Nien-jen, Elaine Jin                                                                      |

#### Un certain regard
La section Un certain regard comprend 22 films :
- À la verticale de l'été, de Tran Anh Hung (France)
- L'Adieu (Abschied), de Jan Schütte (Allemagne)
- C’est la vie (Asi es la vida), de Arturo Ripstein (Mexique-France)
- Capitaines d'avril (Capitaes de Abril), de Maria de Medeiros (France-Portugal - 1er film)
- Djomeh, de Hassan Yepatanah (Iran-France)
- La Vie peu ordinaire de Dona Linhares (Eu Tu Eles), d’Andrucha Waddington (Brésil)
- Lisa Picard Is Famous (en), de Griffin Dunne (États-Unis)
- Je rêvais de l'Afrique (I dreamed of Africa), d’Hugh Hudson (États-Unis)
- Jacky, de Brat Ljatifi et Pyng Hu Fow (Pays-Bas - 1er film)
- La Saison des hommes, de Moufida Tlatli (France)
- Le Premier du nom, de Sabine Franel (France-Suisse – 1er film)
- Liste d'attente (Lista de espera), de Juan Carlos Tabio (Espagne-France)
- Lost Killers, de Dito Tsintsadze (Allemagne)
- Un dimanche inachevé (Nichiyobi Wa Owaranai), d’Yoichiro Takahashi (Japon)
- La Vierge mise à nu par ses prétendants (Oh! Soo-Jung), de Hong Sang-soo (Corée du Sud)
- Je préfère le bruit de la mer (Preferisco il rumore del mare), de Mimmo Calopresti (Italie-France)
- Saint-Cyr, de Patricia Mazuy (France)
- Le roi est vivant (The King is Alive), de Kristian Levring (Danemark)
- Ce que je sais d'elle... d'un simple regard (Things you can tell just by looking at her), de Rodrigo Garcia (États-Unis-Allemagne – 1er film)
- Tierra del fuego, de Miguel Littin (Italie)
- Notes à quelques voix (Wild blue), de Thierry Knauff (France – 1er film)
- Amour, piments et bossa nova (Woman on Top) de Fina Torres (États-Unis)

#### Hors compétition
- Vatel, de Roland Joffé (France), film d'ouverture
- Conversation avec Gregory Peck (A Conversation with Gregory Peck), de Barbara Kopple (États-Unis)
- Avril (Aprili), d'Otar Iosseliani (Géorgie)
- Cecil B. Demented, de John Waters (États-Unis)
- Tigre et Dragon (Crounching Tiger, Hidden Dragon), de Ang Lee (États-Unis)
- Honest de David A. Stewart (Grande-Bretagne)
- Les Glaneurs et la Glaneuse d’Agnès Varda (France)
- Mission to Mars de Brian De Palma (États-Unis)
- Requiem for a Dream, de Darren Aronofsky (États-Unis)
- Suspicion, de Stephen Hopkins (États-Unis)
- Stardom de Denys Arcand (Canada-France), film de clôture

#### Cinéfondation
Voir la sélection de la Cinéfondation.

### Quinzaine des réalisateurs
- L'Affaire Marcorelle de Serge Le Péron (France)
- Billy Elliot de Stephen Daldry (Royaume-Uni - 1er film)
- La Captive de Chantal Akerman (Belgique)
- La Chambre obscure de Marie-Christine Questerbert (France - 1er film)
- Cuba feliz de Karim Dridi (Tunisie)
- Downtown 81 d'Edo Bertoglio (États-Unis - 1er film)
- L'Été de mes 27 baisers (27 Missing Kisses) de Nana Djordjadze (Géorgie)
- Faites comme si je n'étais pas là d'Olivier Jahan (France - 1er film)
- Les Fantômes des trois Madeleine de Guylaine Dionne (Canada - 1er film)
- Film Noir (殺し, Koroshi) de Masahiro Kobayashi (Japon)
- Girlfight de Karyn Kusama (États-Unis - 1er film)
- Les Harmonies Werckmeister (Werckmeister Harmoniak) de Béla Tarr (Hongrie)
- L'Insaisissable d'Oskar Roehler (Allemagne)
- Lumumba de Raoul Peck (Haïti)
- Mallboy de Vincent Giarrusso (Australie - 1er film)
- Newcastle Boys (Purely Belter) de Mark Herman (Royaume-Uni)
- L'Ombre du vampire (Shadow of the Vampire) d'E. Elias Merhige (États-Unis)
- Pain, Tulipes et Comédie (Pane e Tulipani) de Silvio Soldini (Italie)
- Peppermint Candy (Bakha satang, 박하사탕) de Lee Chang-dong (Corée du Sud)
- Petite Chérie d'Anne Villacèque (France)
- Le Secret de Virginie Wagon (France - 1er film)
- Some Voices de Simon Cellan Jones (Royaume-Uni - 1er film)
- Un temps pour l'ivresse des chevaux (زمانی برای مستی اسبها, Zamāni barāye masti-ye asbhā) de Bahman Ghobadi (Iran - 1er film)
- Tout va bien, on s'en va de Claude Mouriéras (France)

### Semaine de la critique

#### Compétition

##### Longs métrages
- Amours chiennes (Amores perros) d'Alejandro González Iñárritu (Mexique)
- Les Autres filles de Caroline Vignal (France)
- De l'histoire ancienne d'Orso Miret (France)
- Good Housekeeping de Frank Novak (Etats-Unis)
- Happy End de Jung Ji-woo (Corée du Sud)
- Hidden Whisper (Xiao bai wu jin ji) de Vivian Chang (Taïwan)
- Krampack de Cesc Gay (Espagne)

##### Courts métrages
- The Artist's Circle de Bruce Marchfelder (Canada)
- Le Chapeau de Michèle Cournoyer (Canada)
- Le Dernier rêve d'Emmanuel Jespers (Belgique)
- Faux contact d'Eric Jameux (France)
- Les Méduses de Delphine Gleize (France)
- Not I de Neil Jordan (Irlande/Royaume-Uni)
- To Be Continued de Linus Tunström (Suède)

#### Séances spéciales
- Prima della rivoluzione de Bernardo Bertolucci (Italie)
- Cités de la plaine de Robert Kramer (France)
- Le Conte du ventre plein de Melvin van Peebles (France)

### Programmation ACID
- Banqueroute de Antoine Desrosières -  France
- Bleu le ciel de Dominique Boccarossa -  France
- Leçons de ténèbres de Vincent Dieutre -  France
- Le Pont du trieur  de Charles de Meaux et Philippe Parreno -  France
- Rose Mafia de Jon Carnoy -  États-Unis

## Palmarès

### Compétition
- Palme d'or : Dancer in the Dark de Lars von Trier
- Grand Prix : Les Démons à ma porte (Devils on the Doorstep) de Jiang Wen
- Prix d'interprétation masculine : Tony Leung Chiu-wai pour In the Mood for Love
- Prix d'interprétation féminine : Björk pour Dancer in the Dark
- Prix de la mise en scène : Edward Yang pour Yi Yi (A one and e two)
- Prix du scénario : James Flamberg et John C. Richards pour Nurse Betty
- Prix du jury (ex æquo) : 
  - Le Tableau noir (Takhte Siah) de Samira Makhmalbaf
  - Chansons du deuxième étage (Sånger från andra våningen) de Roy Andersson
- Grand Prix de la Commission supérieur technique : William Chang Suk-Ping, Li Ping-Bin Mark et Christopher Doyle pour In the Mood for Love
- Mention spéciale pour l’ensemble des acteurs : La Noce de Pavel Lounguine
- Caméra d'or (ex æquo) : 
  - Djomeh de Hassan Yekpatanah
  - Un temps pour l'ivresse des chevaux (Zamani baraye masti asbha) de Bahman Ghobadi
- Palme d'or du court-métrage : Anino de Raymond Red
- Prix Un Certain Regard : Ce que je sais d'elle... d'un simple regard (Things You Can Tell Just by Looking at Her) de Rodrigo Garcia
- Mention spéciale – Un Certain Regard : La Vie peu ordinaire de Dona Linhares (Eu tu eles) de Andrucha Waddington
- Premier Prix de la Cinéfondation : Five Feet High and Rising de Peter Sollett

### Prix FIPRESCI
Le prix FIPRESCI du Festival de Cannes est remis à 2 films.
| Attribué à                                                                                | Réalisateur    | Pays  | Section                    |
| ----------------------------------------------------------------------------------------- | -------------- | ----- | -------------------------- |
| Eureka (ユリイカ, Yurīka)                                                                 | Shinji Aoyama  | Japon | Compétition                |
| Un temps pour l'ivresse des chevaux (زمانی برای مستی اسبها, Zamāni barāye masti-ye asbhā) | Bahman Ghobadi | Iran  | Quinzaine des Réalisateurs |